# Luc Junior
Luc Junior ist eine frankobelgische Funny-Comicserie des Duos Albert Uderzo und René Goscinny.

## Inhalt
Der junge Reporter Luc Junior wird von seiner Zeitung Der Schrei beauftragt, spannende Reportagen aus aller Welt abzuliefern. Ihm zur Seite steht der etwas ältere Fotoreporter Grimmig und der Hund Alfons. Auf turbulente Weise gelingen so aufmerksam machende Titelgeschichten.

## Hintergrund und Veröffentlichung
Die Serie war eine Auftragsarbeit für La Libre Junior, der Jugendbeilage der Zeitung La Libre Belgique, und spielt thematisch auf die damals aktuelle Serie Tim und Struppi an.
Die Serie wurde dann von 1954 bis 1965 in La Libre Junior jeweils wöchentlich zweifarbig veröffentlicht. Die ersten sieben Episoden stammten von Uderzo und Goscinny, die nächsten von Greg und den Zeichnern Sirius und Mittéï. Es erschienen wenige Einzelalben als Nachdruck, davon 1989 und 1991 zwei Alben auf Deutsch in der Collection Al Uderzo.
2014 erschien ein Sammelband mit allen Episoden von Uderzo und Goscinny auf Französisch und 2015 bei der Egmont Comic Collection auf Deutsch.

## Geschichten

### Uderzo/Goscinny
- 1954–1955: Luc Junior und der gestohlene Schmuck
- 1955: In Amerika
- 1955–1956: Luc Junior und der Sohn des Maharadschas
- 1956: Reportage hinter Gittern
- 1956: Bei den Pastasos
- 1956–1957: Bei den Marsmenschen
- 1957: Freiwillig Schiffbrüchig

### Greg / Sirius / Mittéï
- 1957–1958: Luc Junior et la Poisson Blub
- 1958: Le Filleul du Canada
- 1958–1959: L’ Ondee Ondulante
- 1959: Mystere de Yaxatsec
- 1959–1960: Alerte au Toufoulcan
- 1960: Millionaire
- 1960–1961: Junior et le Bidouble
- 1961: Junior et Medard
- 1961–1962: Junior Globe-Trotter
- 1962: Junior Robinson
- 1962–1963: Junior Mene L’Enquete
- 1963: Junior et Merlin Pinpin
- 1964: Le Retour
- 1964–1965: Junior et les Evadés
- 1965: Junior et le Grand Pacha